# Rua Ipiranga

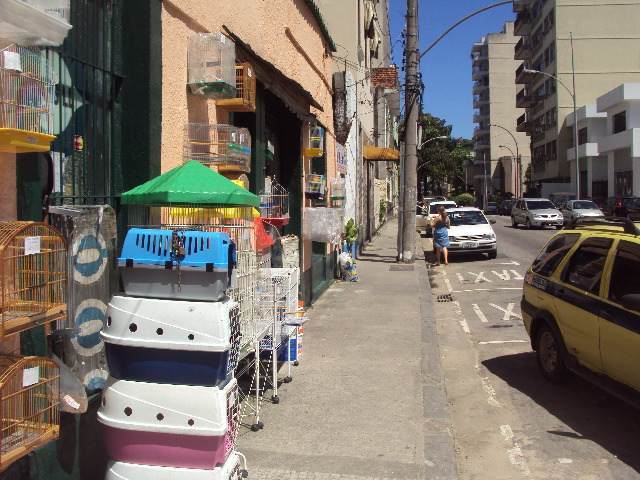
Rua Ipiranga.

A rua Ipiranga é um logradouro do bairro de Laranjeiras, no Rio de Janeiro. Fica compreendida entre a rua das Laranjeiras e a rua Paissandu e próxima do Parque Guinle, praça São Salvador, Palácio Guanabara e Largo do Machado.
No passado, a rua era marcada por palacetes de comerciantes ricos com casarios geminados e vilas operárias. Um dos seus destaques é o Edifício da Sociedade Amantes da Instrução, também conhecido como Palacete da Ipiranga, um casarão tombado pelo patrimônio histórico que foi adquirido pela Sociedade Amantes da Instrução e que hoje é uma escola para crianças carentes.
A via recebeu esse nome em homenagem ao riacho do Ipiranga, rio localizado na cidade de São Paulo em que foi proclamada a Independência do Brasil pelo príncipe e herdeiro do trono de Portugal, Dom Pedro I. Ipiranga é também um termo indígena da língua tupi que significa água vermelha ou barrenta.
O escritor e jornalista Lima Barreto nasceu na rua em 13 de maio de 1881. Quase seis anos depois, em 5 de março de 1887, nascia o  compositor Heitor Villa-Lobos. O escritor Raul Pompéia se inspirou numa escola na qual estudou na rua, o Colégio Abílio, um dos mais renomados da épocam para escrever o romance O Ateneu.
No fim do século XIX e começo do século XX, funcionava uma arena de touradas na esquina entre essa rua e a rua das Laranjeiras. Conhecida como Praça de Touros, era construída em alvenaria e podia receber até cinco mil pessoas.
A partir da década de 1980, o trânsito da rua aumentou com a inauguração do viaduto Jardel Filho, que visava acabar com os engarrafamentos da rua das Laranjeiras. A construção do viaduto afetou o que restava da paisagem local, transformando esse pedaço de Laranjeiras num "trevo rodoviário". 